# گکوی دم‌گوشتی خلیج
گکوی دم‌گوشتی خلیج (نام علمی: Diplodactylus barraganae) نام یک گونه از سرده گکوهای دم‌گوشتی است.